# Pyhrn Autobahn
Pyhrn Autobahn er en betegnelse for motorvej A9 i Østrig, der forløber fra knudepunktet Voralpenkreuz, hvor den møder West Autobahn A1 og Innkreis Autobahn A9 ved Sattledt over Graz til den slovenske grænse, hvor den videreføres som A1 mod Lubljana. Motorvejen indgår i europavejsnettet med numrene E57 og E59.
Pyhrn Autobahn er 230,2 kilometer lang og fører gennem Alperne, og har derfor mange tunneller. Motorvejen har i alt 30 tunneller, med en samlet længde på 47,1 km. De længste alpetunneller er de to to-rørstunneller: den 5.400 meter lange Bosrucktunnel og den 8.320 meter lange Gleinalmtunnel. Motorvejens længste tunnel er den 10 kilometer lange Plabutschtunnel under dele af Graz.
For kørsel gennem Gleinalmtunnel opkræves en særafgift på 7,5 Euro, og gennem Bosrucktunnel opkræves en afgift på 4,5 Euro.